# Cimadera

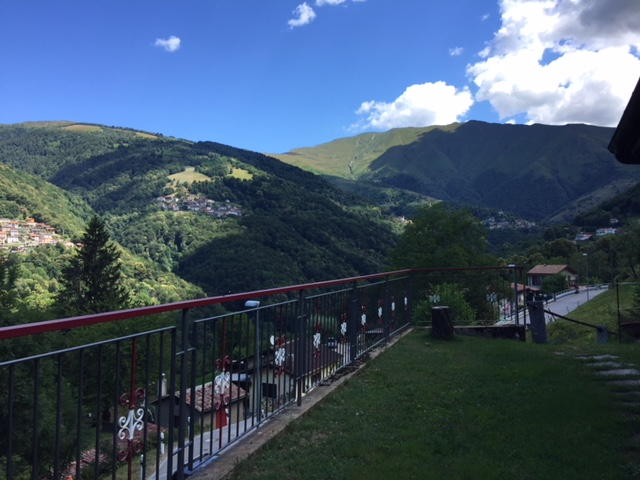

Cimadera  (in dialetto ticinese Sciümadéra) è una frazione 118 abitanti del comune svizzero di Lugano, nel Canton Ticino (distretto di Lugano). Fa parte del quartiere di Val Colla, si trova a circa 19 km dal centro di Lugano, raggiungibile dalla strada cantonale che da Lugano porta verso la Valcolla, passando da Sonvico.

## Storia

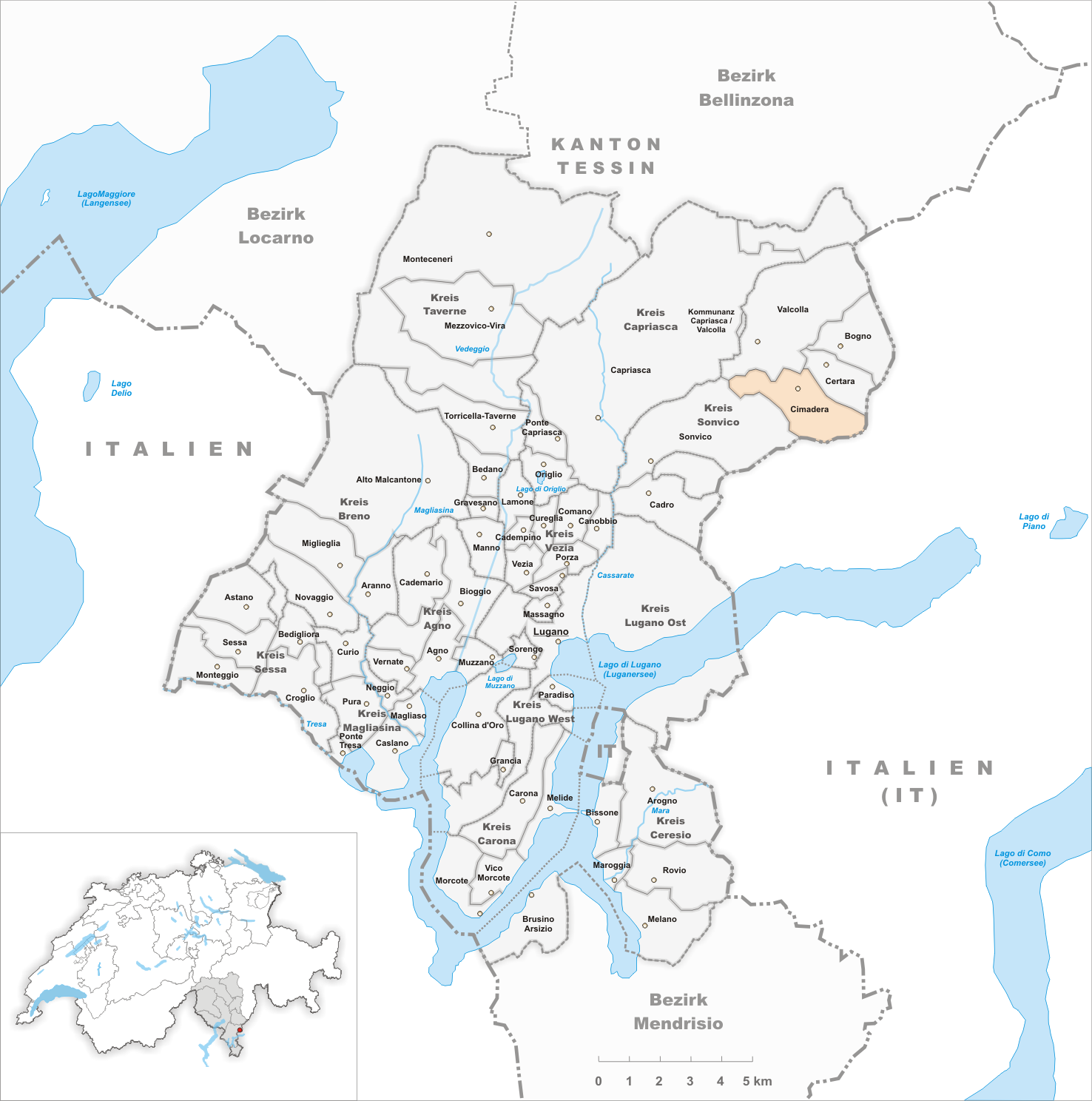
Il territorio del comune di Cimadera prima degli accorpamenti comunali del 2013

Già comune autonomo istituito nel 1878 per scorporo dal comune di Sonvico e che si estendeva per 5,25 km², nel 2013 è stato incorporato al comune di Lugano assieme agli altri comuni soppressi di Bogno, Cadro, Carona, Certara,  Sonvico  e Valcolla.  L'incorporazione è stata decisa con votazione popolare del 20 novembre 2011.ed è entrata in vigore il 14 aprile 2013.

## Monumenti e luoghi d'interesse
- Chiesa parrocchiale di Sant'Antonio da Padova, eretta alla fine[senza fonte] del XVI secolo[3], con volta a botte[senza fonte];
- Capanna del Pairolo (1 347 m s.l.m.).

## Società

### Evoluzione demografica
L'evoluzione demografica è riportata nella seguente tabella:
Abitanti censiti

## Amministrazione
Ogni famiglia originaria del luogo fa parte del cosiddetto comune patriziale ed ha la responsabilità della manutenzione di ogni bene ricadente all'interno dei confini della frazione.